# Тамерлановы Ворота
Тамерла́новы Воро́та или Джизакский проход — наиболее узкая часть ущелья реки Санзар — проход в горах, разделяющий хребты Мальгузар и Нуратау в западной части Памиро-Алая (Узбекистан).
Ширина ущелья, образованного почти отвесными скальными стенками, составляет 120—130 м; местами ущелье сужается до 35—40 м. По ущелью проходят шоссе и железная дорога из Ташкента в Самарканд. В верхней части скал имеются надписи, в том числе старинные, на персидском языке. Одна из них сделана по приказу Улугбека — астронома и правителя Самарканда, внука Тамерлана.